# Francesco Altan
Francesco Tullio-Altan (Treviso, Italia, 1942) es un licenciado en arquitectura que ha dedicado su vida profesional a la escritura y la ilustración .

## Biografía
Estudió arquitectura en Venecia, pero su vida profesional cambió cuando nació su hija Kika. Empezó a escribir cuentos cuando Kika tenía tres años y desde entonces no ha parado. Además de libros para niños, escribe y dibuja historias animadas para adultos y es un importante guionista italiano.
Ha ilustrado diversas obras de Gianni Rodari, entre las que destacan Juegos de fantasía, Cuentos por teléfono y Cuentos escritos a máquina.

## Obras
En España ha publicado diversas obras en la colección  Mis primeras páginas de Almadraba Editorial bajo el sello infantil y juvenil. Estos son los títulos de las obras que Francesco Tullio-Altan ha publicado en la colección  Mis primeras páginas:

### Letra de palo
- Samanta da un paseo 2009 ISBN 978-84-92702-22-0
- Archivado el 4 de marzo de 2016 en Wayback Machine. Samanta coge el tren 2009 ISBN 978-84-92702-29-9
- Tino va al colegio 2009 ISBN 978-84-92702-24-4
- Tino visita al abuelo 2009 ISBN 978-84-92702-35-0

### Letra cursiva
- Samanta da un paseo 2009 ISBN 978-84-92702-02-2
- Archivado el 4 de marzo de 2016 en Wayback Machine. Samanta coge el tren 2009 ISBN 978-84-92702-09-1
- Tino va al colegio 2009 ISBN 978-84-92702-04-6
- Tino visita al abuelo 2009 ISBN 978-84-92702-15-2